# Чарли Деј
Чарлс Пекам „Чарли” Деј (енгл. Charles Peckham "Charlie" Day; Њујорк, Њујорк, 9. фебруар 1976) амерички је филмски и телевизијски глумац и комичар.